# Brădești (okręg Vaslui)
Brădești – wieś w Rumunii, w okręgu Vaslui, w gminie Vinderei. W 2011 roku liczyła 557 mieszkańców.